# Karl Krüll

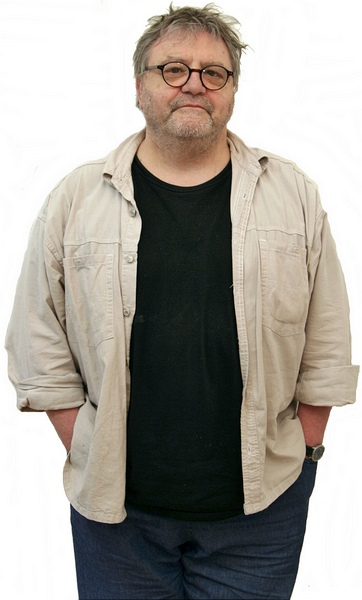
Karl Krüll

Karl Krüll (* 29. November 1936 in Düsseldorf; † 9. Juni 2021) war ein deutscher Künstler.

## Biographie
Nach Ausbildung an der Werkkunstschule Düsseldorf (1959) und der Meisterschule für Druck, Grafik, Werbung und Film in Berlin (1961), studierte Karl Krüll von 1962 bis 1965 an der Berliner Hochschule für bildende Künste. Es folgten Aufenthalte in Paris, Amsterdam und London. Zwischen 1971 und 1989 lebte der Künstler in Düsseldorf und Amsterdam. Er lehrte an den Kunstakademien Arnheim, Groningen und Münster.
Karl Krüll lebte und arbeitete in Düsseldorf.

## Werk
Krülls Arbeiten stehen in der Tradition der deutschen Romantik. Prägend für seine Arbeiten sind der Niederrhein, ausgedehnte Reisen sowie seine Beschäftigung mit indigenen Kulturen.
Nach einer ersten abstrakten malerischen Phase wandte Karl Krüll sich der Pop-Art zu. Im Laufe der 70er Jahre rückte sein Interesse an ethnografischen Themen in den Vordergrund. 10 Jahre später entstanden erste Trancezeichnungen und Traumarbeiten (Fotos, Aktionen, Projekte). Gleichzeitig entwickelte und lehrte Krüll eine Methode der Kreativitätsentwicklung, die auf der gestalterischen Praxis der Traumverarbeitung basiert, wie sie vom Nomadenstamm der JaHut in Zentral-Westmalaisia betrieben wird.
Schwerpunkte seiner Arbeiten waren Zeichnung, digitale Grafik und Fotocluster.

## Stipendien und Lehraufträge
- Stipendien der Stadt Amsterdam (1982 und 1985)
- Lehrauftrag Kunstakademie Münster (1985)
- Lehrauftrag Kunstakademie Arnhem / NL (1988 und 1989)
- Lehraufträge Kunstakademie Minerva, Groningen / NL (1988 und 1989)

## Publikationen
- Francois Villon: Das Kleine Testament. Sonderdruck der Meisterschule für Grafik, Berlin 1960
- Orientierungen. Edition made in Bilk, Düsseldorf 1978
- Schlangenplatz / Narachan II. Narachan Verlag, Bern 1978
- Zeit der Tiere. Verlag Medienexperimente, Löhrbach 1980
- IchOrte. Schwarzwasser Verlag, Bern 1980
- Interzonen. M. Kellner Verlag, Hamburg 1985
- ...mag keinen Fisch. Lichtspuren Verlag, Bern 1986
- Protogonos. Galerie Makkum, Amsterdam, mit S. Steiger 1986
- Träume Leben / Praktiken selbstverantwortlicher Traumgestaltung. Verlag Medienexperimente, Löhrbach 1996
- Kataloge: 1965 Galerie 845 Amsterdam / 1990 Städt. Galerie Leiden / 1991 Emschertal-Museum Herne / 1992 Galerie 77a Düsseldorf / 1999 Flottmannhallen Herne /
- Galerie Plotzke / Düsseldorf / 2006 Wilhelm Fabry Museum Hilden / Museum der Stadt Ratingen & Emschertal-Museum Retrokatalog ,Als ob man Träume wachsen lässt‘ /
- Publikationen zus. m. Fundart21 bzw. Peter Engstler Verlag (seit  2009):  Tribal lines 2009 / Mit nackten Augen 2010 / CodeCentauer – 2012 / Am Ende des Weges geh weiter 2012 /
- FotoCluster 2013 / Angkor  2013 / DoppelOrte & Recall Protokolle mit Jürgen Ploog 2013 / Hinter den Linien den Mond anbellen Traumarbeiten 2014 / Traumränder 2014 /
- Quellwassercodes mit Anna Rheinsberg 2014 / Tyche mit Jürgen Ploog & Anja Wiese 2015 / Jenseits der Augen mit Christa von Seckendorff 2016 / Interzonen 2016 /
- TraumTextTransits 2016 /…zu mir hin 2017 / Narachan 2017 / 2019 Ein Drittes im Zwischen 2019 / Code Aktuell 2019 / Meetings 2020 / Brain & Cool 2019 / Traumränder 2020 / Orte 2020
- Die Zäsur. Verlag Peter Engstler (Medien Streu); 2010

## Aktivitäten
- Gründung der Gruppe 'Das Syndikat' (1969)
- Herausgeber der Zeitschrift Indianer Heute (1973–1974)
- Mitbegründer der Gruppe Franeker / NL (1974)
- Bekanntwerden mit den Methoden der Traumbearbeitung der JaHut (Stamm in Zentral-Westmalaisia) (1979)
- Entwicklung eines Langzeitseminars für Traumgestaltung (1982)
- Zusammenarbeit mit Prof. F. Hehl (Universität Düsseldorf), Projekt 'Zeichnung aus der Hypnose' (1983)

## Ausstellungen
- 1983: Handlungen Ijsberen & Kakophonia, Aorta, Amsterdam / NL
- 1986: Für Minotauros / Traumkorrektur (Videoinstallation), Städtische Galerie, Bern
- 1987: Handlung & Installation Utrillo / Traumkorrektur, Kunstakademie Arnhem / NL
- 1987: Handlung Musik an Schlangen / Traumkorrektur, Salon am Burgplatz, Düsseldorf (mit Masahiro Miwa)
- 1987: Raum1, Düsseldorf
- 1989: Handlung Closed Circle, Galerie Multi Art Points, Amsterdam
- 1989: Im Februar 'Hypnose' / im September 'Paranormal' mit S. Steiger, Raum1, Düsseldorf
- 1991: Emschertal-Museum, Herne (Katalog)
- 1992: Installation Schnittstellen / Traumkorrektur, Marstall, Düsseldorf
- 1992: Galerie 77A, Düsseldorf (Katalog)
- 1992: Stadtmuseum, Ratingen
- 1994: Galerie Biemoldsbelang, Groningen / NL (mit Geurt van Dijk)
- 1994: Galerie Mörger, Düsseldorf (mit Geurt van Dijk)
- 1995: Galerie Mollie O’Toole, Appingedam / NL (mit Astrid Blom & G.van Dijk)
- 1998: Galerie Plotzke, Düsseldorf
- 1999: Flottmann-Hallen, Herne (Katalog)
- 2000: Grafik - CL500Copy, Galerie Plotzke, Düsseldorf (Katalog)
- 2006: Retrospektive (Fotos), Museum der Stadt Ratingen
- 2006: Retrospektive (Zeichnungen), Emschertal-Museum, Herne
- 2006: Transparenter Dialog, Wilhelm-Fabry-Museum, Hilden
- RETROSPEKTIVEN ‚Als ob man Träume wachsen lässt‘ / Fotografie im Museum der Stadt Ratingen & Zeichnungen
- 2016 JENSEITS DER AUGEN / Emschertal-Museum zus. M. Christa von Seckendorff;